# Primera División 1964/65
Die Primera División 1964/65 war die 34. Spielzeit der höchsten spanischen Fußballliga. Sie startete am 13. September 1964 und endete am 18. April 1965.

## Vor der Saison
- Als Titelverteidiger ging der zehnfache Meister Real Madrid ins Rennen. Letztjähriger Vizemeister wurde der CF Barcelona.
- Aufgestiegen aus der Segunda División sind Deportivo La Coruña und UD Las Palmas.

## Vereine
| Verein              | Stadt      | Stadion                       |
| ------------------- | ---------- | ----------------------------- |
| CF Barcelona        | Barcelona  | Camp Nou                      |
| Español Barcelona   | Barcelona  | Estadi Sarrià                 |
| Atlético Bilbao     | Bilbao     | Estadio San Mamés             |
| FC Córdoba          | Córdoba    | Estadio Arcángel              |
| FC Elche            | Elche      | Camp de Altabix               |
| Deportivo La Coruña | La Coruña  | Estadio Riazor                |
| UD Las Palmas       | Las Palmas | Estadio Insular               |
| Real Madrid         | Madrid     | Estadio Santiago Bernabéu     |
| Atlético Madrid     | Madrid     | Estadio Metropolitano         |
| Real Murcia         | Murcia     | La Condomina                  |
| Real Oviedo         | Oviedo     | Estadio Carlos Tartiere       |
| Real Saragossa      | Saragossa  | La Romareda                   |
| Betis Sevilla       | Sevilla    | Estadio Benito Villamarín     |
| FC Sevilla          | Sevilla    | Estadio Ramón Sánchez Pizjuán |
| FC Valencia         | Valencia   | Estadio Mestalla              |
| UD Levante          | Valencia   | Estadio de Vallejo            |

## Abschlusstabelle
| Pl. | Verein                  | Sp. | S  | U  | N  | Tore    | Diff. | Punkte |
| --- | ----------------------- | --- | -- | -- | -- | ------- | ----- | ------ |
| 1.  | Real Madrid (M)         | 30  | 21 | 5  | 4  | 064:180 | +46   | 47:13  |
| 2.  | Atlético Madrid         | 30  | 20 | 3  | 7  | 058:270 | +31   | 43:17  |
| 3.  | Real Saragossa (P)      | 30  | 19 | 2  | 9  | 060:370 | +23   | 40:20  |
| 4.  | FC Valencia             | 30  | 17 | 4  | 9  | 059:370 | +22   | 38:22  |
| 5.  | FC Córdoba              | 30  | 16 | 3  | 11 | 036:340 | +2    | 35:25  |
| 6.  | CF Barcelona            | 30  | 14 | 4  | 12 | 059:410 | +18   | 32:28  |
| 7.  | Atlético Bilbao         | 30  | 13 | 6  | 11 | 036:410 | −5    | 32:28  |
| 8.  | FC Elche                | 30  | 14 | 3  | 13 | 038:430 | −5    | 31:29  |
| 9.  | UD Las Palmas (N)       | 30  | 11 | 7  | 12 | 036:430 | −7    | 29:31  |
| 10. | FC Sevilla              | 30  | 11 | 4  | 15 | 038:500 | −12   | 26:34  |
| 11. | Español Barcelona       | 30  | 12 | 1  | 17 | 037:390 | −2    | 25:35  |
| 12. | Betis Sevilla           | 30  | 8  | 7  | 15 | 033:450 | −12   | 23:37  |
| 13. | Real Murcia             | 30  | 5  | 13 | 12 | 028:490 | −21   | 23:37  |
| 14. | UD Levante              | 30  | 8  | 5  | 17 | 037:510 | −14   | 21:39  |
| 15. | Real Oviedo             | 30  | 7  | 6  | 17 | 022:540 | −32   | 20:40  |
| 16. | Deportivo La Coruña (N) | 30  | 6  | 3  | 21 | 018:500 | −32   | 15:45  |

Platzierungskriterien: 1. Punkte – 2. Direkter Vergleich (Punkte, Tordifferenz, geschossene Tore) – 3. Tordifferenz – 4. geschossene Tore

| (M) | amtierender Meister              |
| (P) | amtierender Pokalsieger          |
| (N) | Neuaufsteiger der letzten Saison |

## Kreuztabelle
| 1964/65             | Real Madrid |     | Real Saragossa | FC Valencia | FC Córdoba | CF Barcelona | Atlético Bilbao | FC Elche | UD Las Palmas |     | Español Barcelona | Betis Sevilla | Real Murcia | UD Levante | Real Oviedo | Deportivo La Coruña |
| ------------------- | ----------- | --- | -------------- | ----------- | ---------- | ------------ | --------------- | -------- | ------------- | --- | ----------------- | ------------- | ----------- | ---------- | ----------- | ------------------- |
| Real Madrid         |             | 0:1 | 1:1            | 3:0         | 6:1        | 4:1          | 1:0             | 3:0      | 6:0           | 4:0 | 1:0               | 6:1           | 4:1         | 4:1        | 3:0         | 2:0                 |
| Atlético Madrid     | 0:1         |     | 2:3            | 2:1         | 3:0        | 3:2          | 4:0             | 2:0      | 2:1           | 3:1 | 3:0               | 2:1           | 2:0         | 3:0        | 5:1         | 1:0                 |
| Real Saragossa      | 1:0         | 3:1 |                | 4:2         | 4:0        | 2:0          | 4:1             | 5:1      | 0:0           | 1:0 | 1:0               | 2:1           | 5:1         | 3:1        | 2:0         | 4:1                 |
| FC Valencia         | 0:0         | 3:1 | 3:0            |             | 2:1        | 2:4          | 2:0             | 5:0      | 2:1           | 3:1 | 3:1               | 2:0           | 2:2         | 2:0        | 8:1         | 1:0                 |
| FC Córdoba          | 1:0         | 0:0 | 2:1            | 1:0         |            | 1:0          | 1:0             | 2:0      | 0:0           | 1:0 | 2:1               | 1:0           | 0:0         | 3:0        | 1:0         | 6:0                 |
| CF Barcelona        | 1:2         | 2:3 | 2:0            | 2:0         | 4:1        |              | 4:0             | 1:1      | 4:0           | 4:3 | 1:0               | 0:0           | 8:1         | 4:2        | 5:0         | 2:0                 |
| Atlético Bilbao     | 1:1         | 2:1 | 3:1            | 3:2         | 1:0        | 0:0          |                 | 2:1      | 3:1           | 1:0 | 2:1               | 1:0           | 1:2         | 1:1        | 3:0         | 0:0                 |
| FC Elche            | 1:1         | 1:0 | 3:1            | 1:3         | 2:1        | 2:0          | 1:0             |          | 2:0           | 0:1 | 2:1               | 3:0           | 2:0         | 4:2        | 2:0         | 3:0                 |
| UD Las Palmas       | 1:1         | 2:3 | 1:3            | 3:2         | 1:0        | 2:1          | 3:1             | 2:0      |               | 4:1 | 1:0               | 2:2           | 0:0         | 1:0        | 3:0         | 2:0                 |
| FC Sevilla          | 0:1         | 0:0 | 2:1            | 1:1         | 2:4        | 2:1          | 1:2             | 1:0      | 1:2           |     | 1:0               | 4:2           | 0:0         | 5:2        | 1:0         | 2:1                 |
| Español Barcelona   | 1:2         | 1:0 | 4:2            | 1:2         | 2:4        | 0:0          | 3:1             | 1:0      | 1:0           | 0:2 |                   | 3:0           | 1:0         | 2:1        | 5:1         | 2:0                 |
| Betis Sevilla       | 3:1         | 1:1 | 2:1            | 0:1         | 0:1        | 2:1          | 1:2             | 2:2      | 2:0           | 2:0 | 0:1               |               | 2:2         | 1:0        | 0:0         | 4:0                 |
| Real Murcia         | 1:2         | 1:5 | 1:2            | 1:1         | 0:1        | 0:2          | 1:1             | 4:0      | 1:1           | 1:1 | 1:0               | 1:1           |             | 1:0        | 0:0         | 2:0                 |
| UD Levante          | 0:1         | 0:1 | 0:1            | 2:1         | 2:0        | 5:1          | 2:2             | 2:0      | 2:2           | 3:2 | 2:0               | 3:1           | 1:2         |            | 0:0         | 2:0                 |
| Real Oviedo         | 0:1         | 0:3 | 2:0            | 0:1         | 1:0        | 2:0          | 1:0             | 1:3      | 2:0           | 2:3 | 3:1               | 1:2           | 1:1         | 2:0        |             | 0:0                 |
| Deportivo La Coruña | 0:2         | 0:1 | 0:2            | 1:2         | 2:0        | 1:2          | 1:2             | 0:1      | 1:0           | 4:0 | 1:4               | 1:0           | 2:0         | 1:0        | 1:1         |                     |

### Relegation
|             | Gesamt |             | Hinspiel | Rückspiel |
| ----------- | ------ | ----------- | -------- | --------- |
| Real Murcia | 2:3    | CE Sabadell | 2:2      | 0:1       |
| CD Málaga   | 4:2    | UD Levante  | 4:2      | 0:0       |

## Nach der Saison
Internationale Wettbewerbe
- 1. – Real Madrid – Europapokal der Landesmeister
- 3. – Real Saragossa – Messepokal
- 4. – FC Valencia – Messepokal
- 6. – CF Barcelona – Messepokal
- 11. – Español Barcelona – Messepokal
- Gewinner der Copa del Rey – Atlético Madrid – Europapokal der Pokalsieger

Absteiger in die Segunda División
- 13. – Real Murcia
- 14. – UD Levante
- 15. – Real Oviedo
- 16. – Deportivo La Coruña

Aufsteiger in die Primera División
- FC Pontevedra
- RCD Mallorca
- CE Sabadell
- CD Málaga

## Pichichi-Trophäe
Die Pichichi-Trophäe wird jährlich für den besten Torschützen der Spielzeit vergeben.
| Pl. | Nat.           | Spieler        | Verein          | Tore |
| --- | -------------- | -------------- | --------------- | ---- |
| 1   | Paraguay 1954  | Cayetano Ré    | CF Barcelona    | 26   |
| 2   | Brasilien 1960 | Waldo          | FC Valencia     | 21   |
| 3   | Spanien 1945   | Luis Aragonés  | Atlético Madrid | 19   |
| 4   | Spanien 1945   | Ramón Grosso   | Real Madrid     | 17   |
| 5   | Peru           | Juan Seminario | CF Barcelona    | 14   |

## Die Meistermannschaft von Real Madrid
| 1.          | Real Madrid |
| Real Madrid | - Tor: Antonio Betancort (25/-); José Araquistain (7/-) - Abwehr: Pedro de Felipe (4/-); Vicente Miera (29/1); Pachín (25/-); Isidro Sánchez (1/-); Manuel Sanchís (5/-); José Emilio Santamaría (27/-) - Mittelfeld: Santos Bedoya (1/-); Felo (4/-); Lucien Muller (26/-); Pirri (21/9); Félix Ruiz (11/4); Pipi Suárez (3/1); Ignacio Zoco (29/1) - Sturm: Amancio (22/9); Manuel Bueno (4/-); Francisco Gento (23/4); Ramón Grosso (28/17); Delio Morollón (1/1); Ferenc Puskás (18/11); Fernando Serena (18/6) - Trainer: Miguel Muñoz |